# 光萼石花
光萼石花（学名：Corallodiscus flabellatus var. leiocalyx）为苦苣苔科珊瑚苣苔属下的一个变种。

## 扩展阅读
- 維基物種上的相關：光萼石花